# فلزنشان بولنا
 فلزنشان بولنا (نام علمی: Adelotypa bolena) نام یک گونه از سرده فلزنقشیان آدلوتیپا است.